# Zsennyei Alkotóház

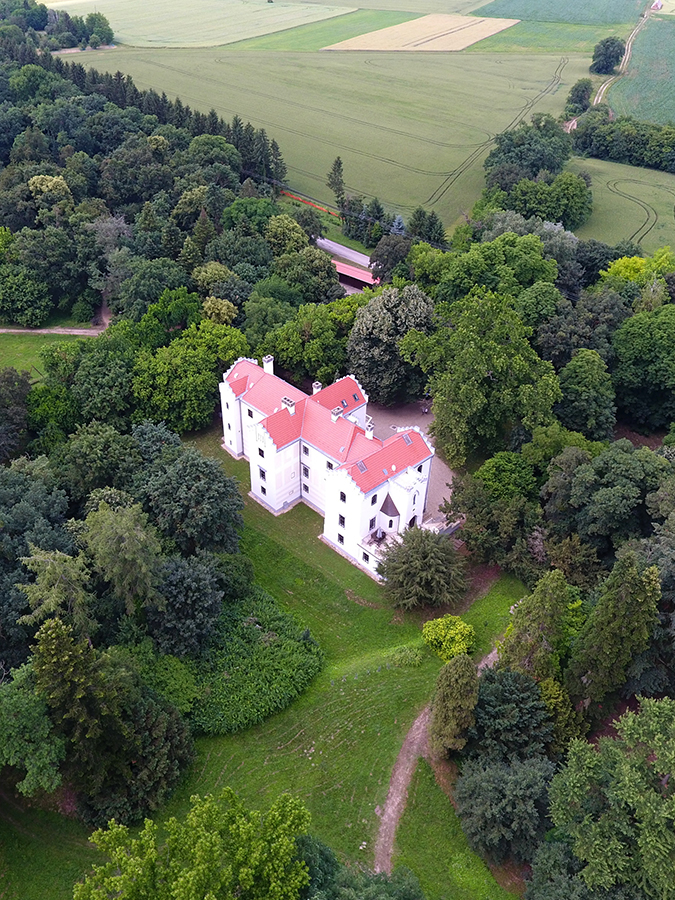
A Zsennyei Alkotóháznak otthont adó kastély madártávlatból

A ház ma a Magyar Alkotóművészeti Közalapítvány kezelésében áll, a rendszerváltásig jogelődje a Népköztársaság Művészeti Alapja volt.

## A kastély
Az utolsó átalakítást barokk stílusban 1870-ben Bezerédj Antal végeztette.
(Részletes történetét lásd Zsennye címen)

## A park
A park kialakítását már a XVI. század közepén megkezdte Sennyey Ferenc (Nádasdy-ajándékból). Ma is él néhány kislevelű hárs-matuzsálem ebből az időből, melyeknek törzsátmérője a 2 métert is eléri. Nádasdy „szerelmes Orsikája” a pestist Zsennyében vészelte át.
A legkorábbi feljegyzett vihar is Kanizsai Orsolyához köthető, (1550): „Zsennyei Ferencz nagy kárt vallott az kű esső miatt, minden nemő veteménye mind magának, mind jobbágyinak elkölt, csak egy szem sem maradt. Szőlője is nagy helyen, mondják, hogy elment, de még nem tudom bizonnyal míg ment el, de ezennel megtudom és megírom Kendnek. Az követ csodáltatják, mely igencsak sok volt, én nem merem megírnya Kendnek. Úr Isten tartsa meg Kendet. Datum Gerezsden junii 13. 1550. Az Kegyelmed Orsikája.”
A II. világháború sok kárt okozott benne, mintegy 500 fát kivágtak. A visszavonuló németek lebombázták a kertet, a bevonuló szovjetek felégették a régóta féltett és gyűjtögetett 10 000 kötetes könyvtárat. Ennek ellenére a park képét ma is az idős, nagyrészt őshonos fák határozzák meg, közöttük tágas tisztásokkal. Nagy számú idős példányt találunk, az egyméteres törzsvastagságot csaknem 100 egyed eléri.
Majthényi Károly szobrászművésznek 1953 végére nemcsak azt sikerült elérnie, hogy ne bontsák le a kastélyt, a téesz kiköltözzön, és nemcsak, hogy a szombathelyi képzőművészek megkapják az épületet, hanem a kastély megmentésébe is belekezdjenek. 1954-ben a kert újratelepítését is megkezdik. Mostanra a zsennyei alkotóház több mint félszáz éve működik.
A közelben található hazánk legidősebbnek és legnagyobbnak tartott, védett kocsányos tölgye: az „ezeréves fa". 2005-ben a fa kettétört, de egy ága később még kihajtott.